# Avesnessteen
Avesnessteen, ook wel steen van Avesnes of Avendersteen genoemd, is een zeer fijn, grijsachtig krijtgesteente uit het Turonien, waarvan de beste lagen vrij sterk zijn.

## Winning
De Avesnessteen werd vroeger gewonnen in de streek van Avesnes-le-Sec tussen Valenciennes en Cambrai (niet te verwarren met Avesnes-sur-Helpe ten zuiden van Maubeuge), maar ook in een tiental andere steden als Hordain, Iwuy, Estreux, Haspres of Lieu-Saint-Amand en in de regio van Bergen werden in dezelfde rotsachtige lagen "la bonne pierre de Valenciennes" ontgonnen.

## Toepassing
Door zijn fijne korrelstructuur was de steen geschikt voor fijn beeldhouwwerk. Hij werd bijzonder gewaardeerd voor kunstwerken, met name voor mooie gotische doksalen, zoals dat van de Sint-Maternusbasiliek in Walcourt en de Sacramentstoren van Zoutleeuw. Men vindt hem tot in de 17e eeuw in combinatie met rood, wit en zwart marmer, waarna hij door Italiaans wit marmer vervangen werd. 
Ook voor buitentoepassingen werd de steen veelvuldig gebruikt, vooral in de streek van Rijsel, Cambrai en Douai, maar ook in verscheidene gebouwen te Brussel, het westportaal van de kathedraal van Doornik en voor de stadhuizen van Leuven en Oudenaarde. De steen is op vrij grote schaal toegepast bij de bouw van de Sint-Janskathedraal in 's-Hertogenbosch.
Omdat vandaag de dag de Avesnessteengroeven uitgeput zijn, geeft de restauratie van Avesnessteen een praktisch probleem en wordt deze daarom vaak vervangen door Franse steen uit Lotharingen en Bourgondië.

## Voorkomen
Avesnessteen is meestal snel te herkennen door de vele kleine zwarte stippen die verspreid door de steen zichtbaar zijn. Deze glauconietkorrels kleuren zwart tot groenzwart. Ook zijn kleine schelpfragmenten aanwezig en veelal kalkschaaltjes van microfossielen. De steen bestaat uit fijnkorrelig calciumcarbonaat en heeft meestal een lichtgeel-witte homogene kleur. 
De steen vertoont een hoge porositeit vanwege de formameren. De Avesnessteen bezit zowel heel fijne microporiën als macroporiën met een krommende structuur. Doordat deze poriën weinig met elkaar in verbinding staan, heeft de steen weinig expansiemogelijkheid bij temperaturen onder nul. Hierdoor is zijn vorstgevoeligheid zeer groot. Daarentegen laat de Avesnessteen zich door deze poriënstructuur over het algemeen goed consolideren. De gebruikte consolidatiemiddelen voor Avesnessteen zijn divers, hoewel vaak wordt gekozen voor een tetraethylorthosilicaat.